# Giovanni Bisignani
Giovanni Bisignani, né à Rome en 1946, a été directeur général de 2002 à 2011 de l'AITA (en anglais IATA), l'Association internationale du transport aérien, et ancien président de la compagnie aérienne italienne Alitalia.

## Biographie
Diplômé de l'Université de La Sapienza de Rome et de la Harvard Business School, son activité professionnelle a débuté aux États-Unis à la First National City Bank puis chez General Electric. Il retourne ensuite en Italie et, jusqu'en 1976, travaille au bureau de programmation économique de l'EFIM, puis intègre l'Eni, la compagnie pétrolière nationale. Il abandonne la multinationale italienne en 1979 pour aller, débauché par Pietro Sept, à l'Iri, un conglomérat public détenant de nombreuses participations dans les grandes sociétés italiennes. Il y assume le poste de directeur central pour l'étranger avec l'arrivée de Romano Prodi. Quand ce dernier change l'équipe dirigeante d'Alitalia, il l'appelle pour prendre le poste d'administrateur délégué de la compagnie aérienne, auprès du président Carlo Verri. Celui-ci meure prématurément dans un accident de la route. Bisignani le remplace et reste aux commandes de la compagnie de 1989 à 1994 avant d'être remplacé par Roberto Schisano. Après une brève parenthèse à la compagnie maritime Tirrenia di Navigazione, il retourne dans le secteur aérien, d'abord chez Opodo, agence de voyages en ligne constituée des principales compagnies aériennes européennes, puis au sein de l'IATA comme directeur général. 
Bisignani est le chef de file de la campagne visant à faire adopter par les compagnies aériennes l'identification par radiofréquence des bagages pour réduire le nombre de bagages perdus. Il est aussi partisan du billet électronique, de routes aériennes plus directes et est favorable à une plus grande concurrence entre les compagnies. Il a transformé l'IATA en un lobby auprès des gouvernements sur les problèmes des compagnies aériennes, délaissant le rôle initial et contesté de l'association, de "cartel" des compagnies aériennes.
Il est le frère du journaliste Luigi Bisignani.